# Jean-Pierre Bertrand (plasticien)
Pour les articles homonymes, voir Jean-Pierre Bertrand et Bertrand.
Jean-Pierre Bertrand est un artiste peintre français né le 11 janvier 1937 à Paris 17e et mort le 29 juin 2016 à Paris 4e.

## Biographie

### Famille
Jean-Pierre Bertrand est issu d'une famille liée à l'industrie du cinéma ; son grand-père est distributeur des Artistes Associés ; son père Jean Bertrand et son oncle Pierre Bertrand sont ingénieurs du son.

### Carrière
Il étudie à l'École Nationale de Cinéma rue Vaugirard à Paris puis amorce une carrière d'opérateur sur le tournage de longs métrages ; il participe au tournage de Bonjour Tristesse d'Otto Preminger en 1957.
De janvier 1958 à mai 1960, il fait son service militaire au Service d'informations et de relations publiques des armées où il exerce son activité d’opérateur dans des films tournés en France, en Allemagne, au Sénégal et en Algérie. À son retour il tourne pour des productions américaines comme Fanny de Joshua Logan ou Deux têtes folles de Richard Quine.
En 1962, il rentre à la télévision comme caméraman puis intègre l'équipe de l’émission Archives du XXe siècle à la prise de vue de films : De Chirico à Rome, Borgès à Buenos Aires, Roman Jakobson, Raymond Abellio, Nina Kandinsky à Paris...

### Œuvre
La genèse artistique de Jean-Pierre Bertrand prend sa source dans une approche arithmétique du temps et de la nature, la porosité des médiums, le cinéma. Dès la fin des années 1960, il développe une recherche substantielle qu’il exprime à travers le film et la vidéo, la peinture, la photographie, le dessin et l’imprégnation quasi-alchimique de papiers par des matières organiques (sel – citron – miel) ainsi que par des écrits. Chacune de ses expositions est envisagée comme un Work in Progress, une réélaboration continuelle de l’œuvre ; chaque installation procède d’une réflexion sur la sérialité et la répétition, le corps physique et l'espace.
Son travail est considéré comme unique, développant un univers sensible qui ne s’apparente à aucun mouvement, à aucune école encore en place. Son parcours est marqué par des expositions de référence à l’ARC, au Centre Pompidou, à la Documenta de Cassel, au Musée d'Art moderne de la ville de Paris… il représente la France à la 48e Biennale de Venise en 1999.
En 2019, le Centre Pompidou lui consacre une seconde exposition, Diamon’D, à l’occasion de la donation de l’ensemble de sa production cinématographique et vidéographique. 
Le Fonds de dotation Jean-Pierre Bertrand est créé en 2019 dans le but de maintenir active l'œuvre de l’artiste sur les scènes française et internationale et de relier étroitement sa démarche artistique avec l’art d'aujourd’hui. Sa mission est de constituer un inventaire général des œuvres et un catalogue raisonné, de vérifier l’authenticité des œuvres et de gérer les archives de l’artiste. Il établit au sein de l'atelier de l’artiste un centre de recherche destiné à relire le contexte de la scène française des années 1970 à aujourd'hui.

### Mort
Mort à Paris le 29 juin 2016 à l'âge de 79 ans, il est inhumé au cimetière du Père-Lachaise (division 49).